# Паспорт гражданина Испании

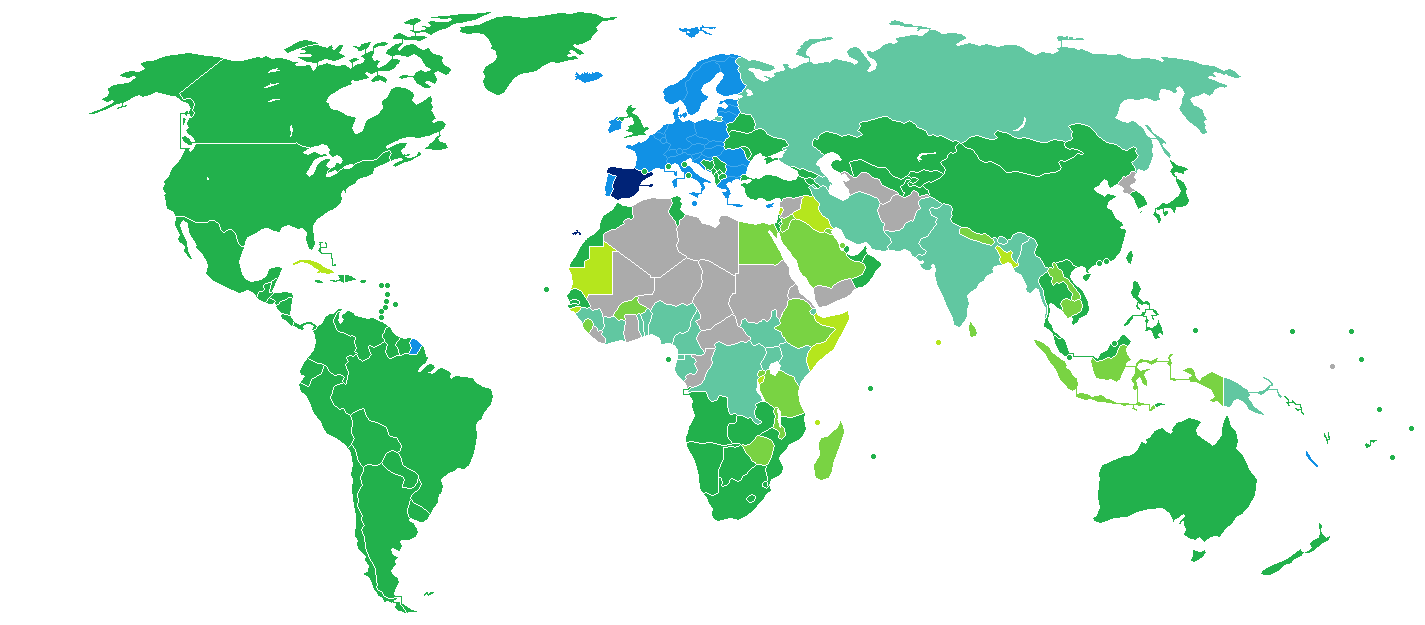
Visa requirements for Spanish citizens
Spain
Freedom of movement
Visa not required / ESTA / eTA / eVisitor
Visa on arrival
eVisa
Visa available both on arrival or online
Visa required prior to arrival

Паспорт гражданина Испании — официальный документ, удостоверяющий личность и гражданство гражданина Испании. Выдаётся Министерством внутренних дел Испании.
Паспорт гражданина Испании имеет форму книжечки размером 12,5 × 8,8 см. Обложка тёмно-синего цвета с золотым изображением государственного герба Испании. В паспорте содержится фотография владельца, его имя, фамилия, дата рождения, место рождения, пол, гражданство, номер паспорта, дата выдачи и срок действия. Паспорт также содержит машиночитаемую зону (MRZ).
Паспорт гражданина Испании является действительным для поездок в страны Шенгенского соглашения, а также в некоторые другие страны мира.

## Требования
- Быть гражданином Испании.
- Иметь действующую карточку резидента Испании.
- Подтвердить свою личность и гражданство.
- Оплатить государственную пошлину.

## Порядок
Для получения паспорта гражданина Испании необходимо обратиться в отделение полиции или в Генеральный консулат Испании в стране проживания. При обращении необходимо предоставить следующие документы:
- Заполненную анкету.
- Копию действующей карточки резидента Испании.
- Копию свидетельства о рождении.
- Копию свидетельства о браке (при наличии).
- Копию документа, удостоверяющего личность (например, водительское удостоверение).
- 2 фотографии размером 3,5 × 4,5 см.
- После подачи документов необходимо оплатить государственную пошлину в размере 100 евро.

Паспорт гражданина Испании выдаётся в течение 1 месяца.

## Срок действия
Паспорт гражданина Испании действителен в течение 5 лет для лиц моложе 20 лет, и в течение 10 лет для лиц старше 20 лет. По истечении срока действия паспорт подлежит замене.